# Хотімля (Давлекановський район)
Хоті́мля (рос. Хотимля, башк. Хотимяля) — присілок у складі Давлекановського району Башкортостану, Росія. Входить до складу Бік-Кармалинської сільської ради.
Населення — 221 особа (2010; 229 в 2002).
Національний склад:
- татари — 36 %